# Firenze–Pistoia
Das Radrennen Firenze–Pistoia war ein italienisches Eintagesrennen, das zwischen Prato und Quarrata in der Toskana stattfand. 
Die erste Ausrichtung fand im Jahre 1870 statt, allerdings wurde das Rennen erst 1985, also über hundert Jahre später, ein zweites Mal als Einzelzeitfahren ausgetragen. Mit Ausnahme der Jahre 1996, 2000 und 2006 wurde das Rennen jährlich veranstaltet. In der 2005 eingeführten UCI Europe Tour war das Rennen in die Kategorie 1.1 eingestuft. Die letzte Austragung erfolgte im Jahr 2008.

## Sieger
| - 2008 Andrij Hrywko - 2007 Boris Schpilewski - 2006 nicht ausgetragen - 2005 Serhij Matwjejew - 2004 Serhij Matwjejew - 2003 Andrea Peron - 2002 Fabrizio Guidi - 2001 Nathan O’Neill - 2000 nicht ausgetragen | - 1999 Marco Velo - 1998 Marco Velo - 1997 nicht ausgetragen - 1996 Marco Fincato - 1995 Francesco Casagrande - 1994 Francesco Casagrande - 1993 Maurizio Fondriest - 1992 Tony Rominger - 1991 Tony Rominger | - 1990 Lech Piasecki - 1989 Tony Rominger - 1988 Tony Rominger - 1987 Helmut Wechselberger - 1986 Lech Piasecki - 1985 Rolf Gölz - 1871–1984 nicht ausgetragen - 1870 Rynner Van Heste |